# Novotrade
Novotrade International var den ungerska statens spelutvecklingsfirma. Idag är Novotrade ett fristående företag vid namn Appaloosa Interactive.
Företaget grundades 1983 i Budapest som en åtgärd för att tjäna in utländsk valuta åt Ungern, som i likhet med övriga länder i östblocket led av en ständig brist på denna för den utländska handeln oumbärliga vara. Från starten var företaget enbart inriktat på utveckling av spel, utgivning och distribution överläts åt företag i väst. En tidigt framgång för Novotrade var Chinese Juggler som såldes av engelska Ocean Software. Man utvecklade sedan spel åt en mängd utländska bolag som Epyx, Mirrorsoft, Borland och Microprose. Förutom egenutvecklade spel utförde Novotrade många porteringar mellan datorer. Ett problem med att som högteknikföretag befinna sig på fel sida om järnridån var att utvecklingsutrustning var svår att få tag på p.g.a. strikta exportbestämmelser och såväl inhemsk som utländsk byråkrati.
Som arbetsplats var Novotrade populär, trots den stora arbetsbördan. 1989 arbetade 40 programmerare heltid på företaget. Bemanningen togs direkt från den tekniska högskolan i Budapest, och folk lät sig gärna anställas då lönen var 6–8 gånger högre än medelinkomsten i dåtidens Ungern. Genom en speciell exportlag kunde man dessutom få en del av lönen utbetald i utländsk valuta.
Efter Berlinmurens fall fick Novotrade sitt stora internationella genombrott tack vare serien Ecco the Dolphin som man utvecklade åt Sega. 1996 döptes Novotrade om till Appaloosa Interace och företagets säte flyttades till Palto Alto i Kalifornien i Förenta staterna, men bibehåller alltjämt två utvecklingsavdelningar i Ungern. Förutom serien om Ecco har Appaloosa utvecklat spel i Konamis Contra-serie och senast spel baserade på filmen Hajen.

## Ludografi i urval
- Acrojet (MSX)
- Adventures of Batman and Robin
- Around the World in 80 Days
- C The Contra Adventure
- California Games (Megadrive)
- California Pro Golf
- Castlevania (Amiga)
- Catch a Thief
- Circus Games
- Contra: Legacy of War
- Cyborg Justice
- Ecco Jr.
- Ecco the Dolphin
- Ecco the Dolphin: Defender of the Future
- Ecco: The Tides of Time
- Exosquad
- Galaxy Force II
- Garfield: Caught in the Act
- Golf Construction Set
- Grossology
- Holyfield Boxing
- Impossible Mission II
- The Jungle Book
- Jaws Unleashed
- The Lost World: Jurassic Park
- Karateka
- Kolibri
- Magic School Bus: Space Exploration Game
- Museum Madness
- Peter Pan: A Story Painting Adventure
- Spel baserade på Power Rangers
- Qix (NES)
- RBI Baseball
- Richard Scarry: Busytown ett spel om Sysselstad av Richard Scarry
- Sentinel Worlds I: Future Magic
- The Simpsons Arcade Game
- Sky Target
- South Park
- Starship Andromeda
- Star Trek: Deep Space Nine
- Sub Battle Simulator
- Super Action Football
- Tomcat Alley
- USS Stinger
- Wacky Races
- Water Polo
- Wild West
- International Karate
- World Trophy Soccer